# Городовиковський район
Городовіко́вський район (рос. Городовиковский район) — район у західній частині Калмикії Російської Федерації. Адміністративний центр — місто Городовіковськ.

## Географія
Район розташований у крайній західній частині області, на лівобережжі Манича. На північному сході межує із Яшалтинським районом, на південному сході і півдні — із Ставропольським краєм, на заході і півночі — із Ростовською областю.

## Історія
Великодербетівський улус Астраханської губернії був утворений 1788 року в результаті розділення Дербетівського улусу на дві частини. У період 1800–1803 років улус був частиною Калмицького намісництва, формально відновленого Калмицького ханства. 29 листопада 1860 року улус увійшов до складу Ставропольської губернії і до 1917 року був частиною Медвеженського повіту.
25 листопада 1920 року улус відійшов до новоствореної Калмицької автономної області. На той час площа улус становила 3278 км² з населенням 25,7 тисяч осіб (станом на 1925 рік); складався він з 12 аймаків. У період 1922–1926 років до улусу були переселені калмики із сусіднього Сальського району Ростовської області.
1930 року улус перейменовують у Західний район, а 1938 року розділяють на Західний та Яшалтинський. 1935 року Калмицька автономна область перетворюється у Калмицьку АРСР. 1944 року починається депортація калмиків до Сибіру, райони знову об'єднують і відносять їх до складу Ростовської області під старою назвою Західний район. 1957 року була відновлена Калмицька автономна область, відновлено також і Західний та Яшалтинський райони. Через рік автономна область перетворюється у АРСР. З квітня 1960 року Західний район перейменовано в сучасну назву.

## Населення
Населення району становить 33982 особи (2013; 34222 в 2010).

## Адміністративний поділ
Район адміністративно поділяється на 1 міське та 6 сільських поселень, які об'єднують 1 місто та 17 сільських населених пунктів:
| Поселення                          | Площа, км² | Населення, осіб (2010) | Центр          | Населені пункти |
| ---------------------------------- | ---------- | ---------------------- | -------------- | --------------- |
| Виноградненське сільське поселення | -          | 2270                   | Виноградне     | 2               |
| Городовіковське міське поселення   | -          | 9565                   | Городовіковськ | 8               |
| Дружненське сільське поселення     | -          | 840                    | Веселе         | 2               |
| Лазаревське сільське поселення     | -          | 844                    | Лазаревський   | 6               |
| Пушкінське сільське поселення      | -          | 844                    | Чапаєвське     | 2               |
| Розентальське сільське поселення   | -          | 580                    | Розенталь      | 1               |
| Южненське сільське поселення       | -          | 1209                   | Южний          | 5               |

## Економіка
Район є сільськогосподарським, де займаються вирощуванням зернових, а також розвинені галузі легкої та харчової промисловості.